# Thimble Peak
Thimble Peak är en bergstopp i Antarktis. Den ligger i Västantarktis. Argentina, Chile och Storbritannien gör anspråk på området. Toppen på Thimble Peak är 485 meter över havet.
Terrängen runt Thimble Peak är huvudsakligen kuperad, men åt sydväst är den platt. En vik av havet är nära Thimble Peak åt sydväst. Trakten är glest befolkad. Närmaste befolkade plats är Esperanza Base, 8,2 kilometer nordost om Thimble Peak.